# Ensis californicus
Ensis californicus is een tweekleppigensoort uit de familie van de Pharidae. De wetenschappelijke naam van de soort is voor het eerst geldig gepubliceerd in 1899 door Dall.